# Almond (hrabstwo Allegany)
Almond – wieś w Stanach Zjednoczonych, w stanie Nowy Jork, w hrabstwie Allegany.